# 毛籽景天
毛籽景天（学名：Sedum trichospermum）为景天科景天属的植物，是中国的特有植物。分布在中国大陆的四川等地，生长于海拔4,600米的地区，一般生于路旁草地，目前尚未由人工引种栽培。